# Amata mogadorensis
Espèce
Amata mogadorensis est une espèce de lépidoptères (papillons) de la famille des Erebidae et de la sous-famille des Arctiinae.
Synonyme : Syntomis mogadorensis Blachier, 1908.
- Répartition : Maroc, Algérie.
- Envergure du mâle : de 15 à 20 mm.
- Période de vol : de mai à octobre.
- Habitat : lieux humides dans les régions subdésertiques.
- Plantes hôtes : Sonchus, Rumex, Plantago, etc.

## Source
- P.C. Rougeot, P. Viette, Guide des papillons nocturnes d'Europe et d'Afrique du Nord, Delachaux et Niestlé, Lausanne 1978.